# 星海街道 (温州市)
星海街道，中国浙江省温州市龙湾区下辖的一个街道。2011年新设街道，由原沙城镇东部与天河镇东部的行政区域合并而成，因境内聚集了温州市众多“明星”企业，故名。
浙江东方职业技术学院金海校区位于境内。

## 辖区
星海街道下辖旭日社区、望海社区和金海社区。